# Gabriele Ferzetti
Gabriele Ferzetti, ursprungligen Pasquale Ferzetti, född 17 mars 1925 i Rom, död 2 december 2015 i samma stad, var en italiensk skådespelare.

## Utmärkelser
Ferzetti har bland annat vunnit två Nastro d'Argento för bästa manliga biroll för sina insatser i La provinciale och Jagad av maffian.

## Rollista i urval
- 1953 – Il sole negli occhi
- 1953 – La provinciale
- 1960 – I sexigaste laget
- 1960 – La lunga notte del '43
- 1960 – Äventyret
- 1962 – Synden straffar sig själv
- 1964 – En vacker sommarmorgon
- 1964 – Trois chambres à Manhattan
- 1966 – Bibeln... i begynnelsen
- 1967 – Jagad av maffian
- 1968 – Harmonica – en hämnare
- 1969 – I hennes majestäts hemliga tjänst
- 1970 – Bekännelsen
- 1974 – Nattportieren
- 1989 – Jorden runt på 80 dagar (miniserie)
- 1990 – På kryss med döden
- 1995 – Othello
- 2009 – Kärlek på italienska